# Katryna Gaither
Pour les articles homonymes, voir Gaither.
Katryna Renée Gaither (née le 13 août 1975 à New York) est une joueuse de basket-ball américaine évoluant au poste d’intérieure.

## Clubs

### États-Unis
- 1993-1997 : Fighting Irish de Notre Dame (NCAA)
- 1997-1999 : Lasers de San José (ABL)

#### WNBA
- 2000 : Starzz de l'Utah
- 2000 : Fever de l'Indiana
- 2002 : Sparks de Los Angeles
- 2002 : Mystics de Washington

### Asie
- 2001 :  Hanvit (WKBL)

### Europe
- 1998-1999 :  CB Navarra
- 1999-2000 :  Becast Vicenza
- 2000-2001 :  Badalona
- 2000-2002 :  Brisaspor İzmit
- 2002-2003 :  DKSK Miskolc
- 2003-2006 :  Tarbes Gespe Bigorre
- 2006-2007 :  Dexia Namur
- 2007-2008 :  Dynamo Novossibirsk
- 2008-2009 :  ACP Livourne
- 2009-2010 :  Samsun Basketbol
- 2010-2011 :  Dexia Namur
- 2012 :  GS Trogylos Basket Priolo